# حضارة البداري

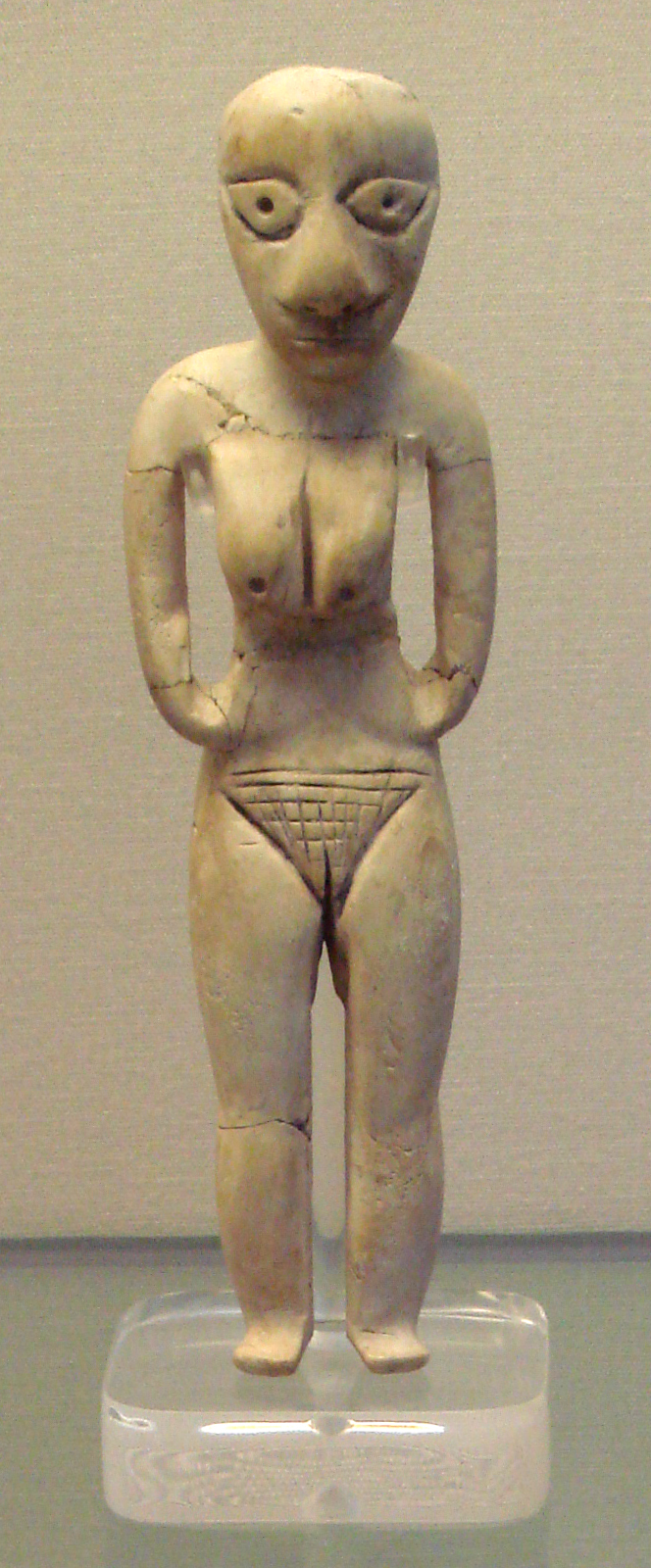
تمثال امرأة من سن الفيل من عصر البداري منذ 4000 سنة قبل الميلاد يوجد في المتحف البريطاني.

## موقعها وزمانها
حضارة البدارى:
وتتميز البداري بأنها من أقدم الحضارات في التاريخ، وهو ما تشير إليه آثار قرية الهمامية
(محافظة أسيوط اليوم) تعتبر هذه الحضارة أول دليل على نمو الزراعة في مصر وشمال أفريقيا حوالي 5000 قبل الميلاد . وقد تم اكتشاف أكثر من 40 موقع و600 مدفن يدلون على تقدم التقسيم الاجتماعي بين طبقات.

## الاقتصاد
اعتمد الاقتصاد على الصيد والزراعة وتربية الحيوان، فوجدت أدوات مختلفه في المقابر مثل الأسهم والأدوات الزراعية - والمحاصيل مثل القمح والعدس .والتصدير والاستيراد .

## المعتقدات الدينية

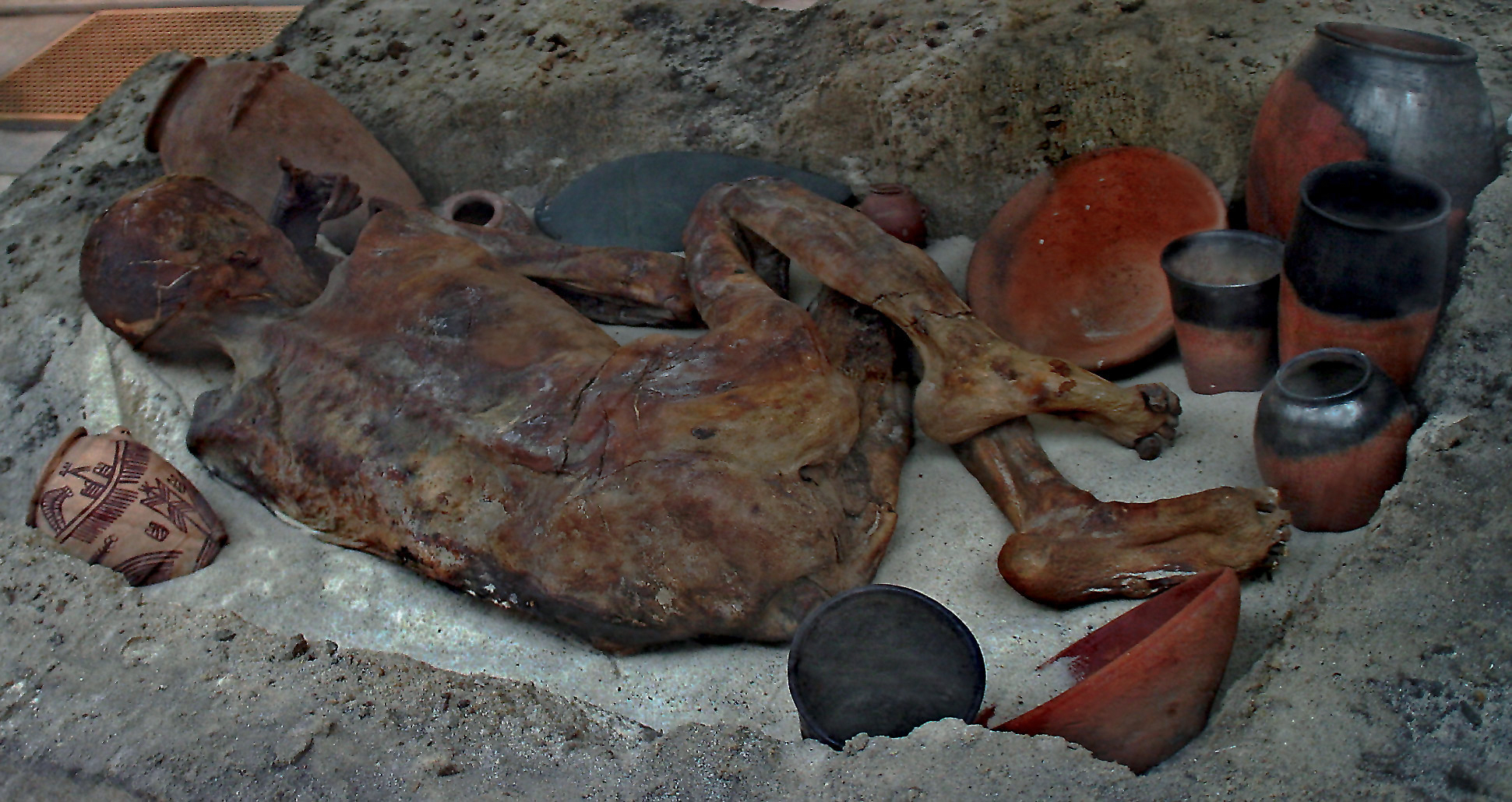
قبر من عصر البداري اكتشف في الكوم الأحمر ، يوجد حاليا بالمتحف البريطاني.

أهم مايميز البداريون انهم كانوا يؤمنون بالبعث (الحياة الثانية بعد الموت) وكان البداريون يدفنون موتاهم في الصحراء ورأس الميت في إتجاه الجنوب وينظر إلى الغرب يلفون موتاهم بالحصير، ويدفنونهم مع حيواناتهم المحببة أو بعض التماثيل لحيوانات أو لنساء أو للطيور.

## في العصر الحديث
وفي عصرنا الحديث تتميز البداري بزراعة الفواكه وخاصة الرمان الذي تحظى بشهرة عالمية فيه حيث تصدره إلى مختلف الدول العربية والأجنبية.

## اقرأ أيضا
- نقادة
- أسرة مصرية أولى